# 小行星3268
小行星3268（3268 De Sanctis）是一颗绕太阳运转的小行星，为主小行星带小行星。该小行星于1981年2月26日发现。
該小行星以共同發現者喬瓦尼·德·桑蒂斯命名。

## 轨道参数
小行星3268的轨道半长轴为2.3474387 UA，离心率为0.127。